# Nationale Vergadering (Zuid-Korea)
De Nationale Vergadering van de Republiek Korea (Koreaans: 대한민국 국회) is het eenkamerstelsel van de nationale wetgevende macht van Zuid-Korea. 
Verkiezingen voor de Nationale Vergadering worden om de vier jaar gehouden. De laatste parlementsverkiezingen vonden plaats op 10 april 2024. De huidige Nationale Vergadering hield haar eerste vergadering op 30 mei 2024. De huidige voorzitter werd gekozen op 5 juni 2024. 
De Nationale Vergadering telt 300 zetels, waarvan 253 kiesdistrictzetels en 47 zetels met evenredige vertegenwoordiging.
Volgens de Zuid-Koreaanse grondwet bestaat de eenkamervergadering minstens uit 200 leden. In 1990 telde de vergadering 299 zetels, waarvan er tijdens de algemene verkiezingen van april 1988 224 rechtstreeks werden gekozen uit kiesdistricten met één zetel. Volgens de geldende wetgeving werden de overige vijfenzeventig vertegenwoordigers gekozen via partijlijsten. 
Volgens de wet moeten kandidaten voor de vergadering ten minste dertig jaar oud zijn. In 1987 werd de eerdere eis dat kandidaten minimaal vijf jaar onafgebroken in het land moesten verblijven geschrapt. Dit gebeurde om Kim Dae-jung, die in de jaren 80 enkele jaren in ballingschap in Japan en de Verenigde Staten had doorgebracht, de kans te geven terug te keren naar het politieke leven. 
De zittingsperiode van de Nationale Vergadering bedraagt vier jaar. In tegenstelling tot de meer autoritaire Vierde Republiek en Vijfde Republiek (respectievelijk 1972-1981 en 1981-1987) kan de vergadering onder de Zesde Republiek niet door de president worden ontbonden.

## Gebouw

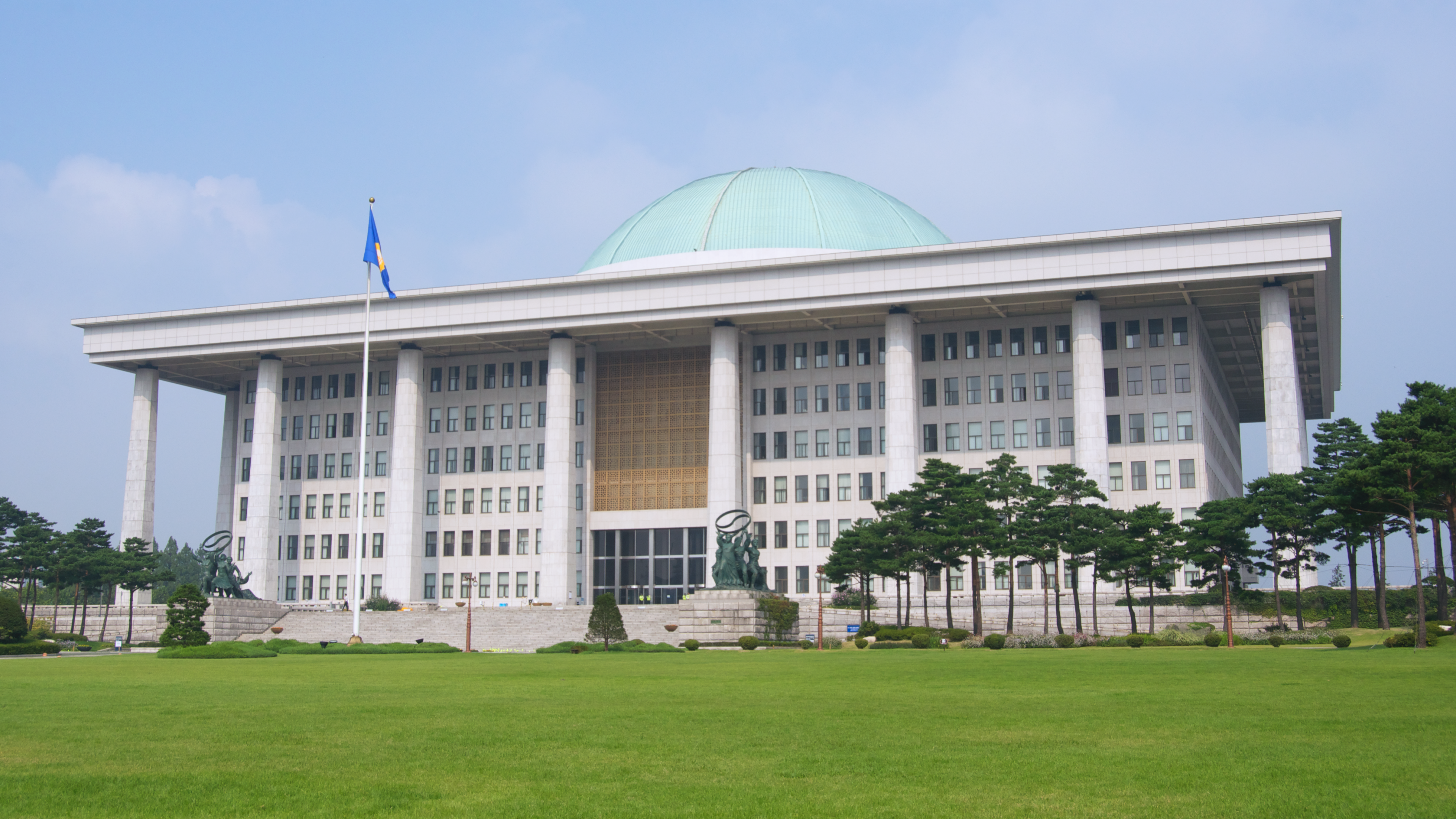
Het gebouw van de Nationale Vergadering in Seoel

Het hoofdgebouw in Yeouido, Seoel, is een stenen bouwwerk met zeven verdiepingen boven de grond en één verdieping ondergronds. Het gebouw heeft 24 kolommen, wat ernaar verwijst dat de wetgevende macht de belofte heeft gedaan om het hele jaar door 24 uur per dag naar mensen te luisteren.